# Berthold Heberlein
Carl Wilhelm Berthold Heberlein (* 30. Mai 1846 in Schlawe; † 4. August 1914 in Petzer) war ein deutscher evangelischer Theologe und Chronist. Er wirkte von 1876 bis 1881 als Archidiakon in Wolgast sowie von 1881 bis 1891 in gleicher Position in Demmin. Mit einer 1892 veröffentlichten Abhandlung zur Stadtgeschichte von Wolgast gilt er neben Karl Christian Heller als einer der beiden wesentlichen Chronisten der Stadt.

## Leben
Berthold Heberlein wurde 1846 im hinterpommerschen Schlawe geboren und erlangte in Stolp das Abitur. Von 1867 bis 1870 studierte er Evangelische Theologie an der Universität Greifswald, wo er unter anderem Lehrveranstaltungen von Otto Zöckler besuchte. Anschließend wirkte er zunächst als Hauslehrer und von 1872 bis 1874 als ordentlicher Lehrer an der höheren Bürgerschule in Gollnow, bevor er ab 1874 als Rektor und Hilfsprediger in Jacobshagen tätig war. Zum Beginn des Jahres 1876 ging er nach Wolgast und wurde Archidiakon der dortigen St.-Petri-Gemeinde sowie im April auch Rektor der städtischen Jungenschule. Fünf Jahre später wechselte er nach Demmin, wo er bis 1891 ebenfalls als Archidiakon fungierte. Nach seiner Emeritierung aus gesundheitlichen Gründen zog er nach Stettin.
Berthold Heberlein war ab 1873 verheiratet und Vater von zwei Söhnen und einer Tochter. Er starb 1914 während einer Kurreise in Petzer im Riesengebirge infolge eines Schlaganfalls. Nachdem er zunächst in Groß Aupa beerdigt worden war, wurde sein Sarg im September 1914 nach Stettin überführt und dort beigesetzt.

## Wirken und Erinnerung
Berthold Heberlein widmete sich langjährig und über seine Zeit in Wolgast hinaus der Geschichte der Stadt und des ehemaligen Wolgaster Schlosses. Mit seinem 1892 erschienenen Werk „Beiträge zur Geschichte der Burg und Stadt Wolgast“ veröffentlichte er nach der 1829 erschienenen „Chronik der Stadt Wolgast“ von Karl Christian Heller das zweite wesentliche Werk zur Stadtgeschichte von Wolgast. In mehreren zeitgenössischen Nachschlagewerken wie der 14. Auflage des Brockhaus-Konversationslexikons, der 6. Auflage von Meyer’s Großem Konversations-Lexikon und der 11. Auflage der Encyclopædia Britannica wird im Eintrag zur Stadt Wolgast auf die Heberleinsche Chronik als weiterführende Literatur verwiesen.
In Wolgast sind zum Gedenken an Berthold Heberlein eine Straße und eine Schule nach ihm benannt.

## Werke
- Beiträge zur Geschichte der Burg und Stadt Wolgast. Wolgast 1892; Nachdruck Hörnum 1995